# Bourniquel
 Bourniquel  (en occitano Borniquèl) es una población y comuna francesa, situada en la región de Aquitania, departamento de Dordoña, en el distrito de Bergerac y cantón de Beaumont-du-Périgord.

## Demografía
| 112 | 62 | 88 | 78 | 52 | 61 |
| Para los censos de 1962 a 1999 la población legal corresponde a la población sin duplicidades (Fuente: INSEE [Consultar]) |    |    |    |    |    |